# Плимут (Калифорния)
Плимут (англ. Plymouth) — город в округе Амадор в штате Калифорния в Соединённых Штатах Америки.
Согласно результатам переписи населения США, проведённой в 2020 году, число жителей города составляло 1078 человек, что, для такого небольшого населённого пункта, существенно больше (+ 7,3%), чем было во время предыдущей переписи прошедшей в 2010 году (1005 человек).

## География
В соответствии с данными опубликованными Бюро переписи населения США, общая площадь города составляет 2,7 квадратных мили (7 квадратных километров), из которых 98,51 процента занимает суша и 0,49% приходится на водную поверхность.

## Климат
Согласно данным представленным Национальной метеорологической службой США в городе Плимуте, по системе классификации климатов Кёппена, теплый летний средиземноморский климат, на климатических картах сокращённо обозначаемый аббревиаторой «Csa».

## История
Первоначально город назывался Покервилл (англ. Pokerville) и был заложен в 1853 году во времена калифорнийской золотой лихорадки. Другое прежнее название города Покер Капм (англ. Poker Camp).

Плимут в 1934 году

Сейчас Плимут широко известен как «Ворота в долину Шенандоа», популярный винодельческий регион в предгорьях Сьерра-Невада.
Первое отделение Почтовой службы США было открыто в Плимуте в 1871 году.
8 февраля 1917 года поселение было инкорпорировано и включено в реестр штата Калифорния, благодаря чему некорпоративное сообщество официально получило статус города («Сity of» / «Town of»).
Торговый пост Плимута зарегистрирован как историческая достопримечательность Калифорнии под номером 41.
С середины XX века население города довольно уверенно росло каждое десятилетие со скоростью от 2,5% (1970-е) до 28% (1960-е); единственный раз, а самое большое уменьшение числа горожан (−47.8%) было зафиксировано в 1930 году.